# Rizvan Uciev
Rizvan Rašitovič Uciev (in russo Ризван Рашитович Уциев?; Argun, 7 febbraio 1988) è un calciatore russo, difensore dell'Achmat Groznyj, di cui è il capitano.

## Carriera

### Club
Ha giocato nella prima divisione russa.

### Nazionale
Ha giocato nella nazionale russa Under-19.